# هانا مونتانا: فیلم (موسیقی متن)
هانا مونتانا: فیلم (انگلیسی: Hannah Montana: The Movie) یک آلبوم موسیقی متن است که توسط خواندگان مختلف برای فیلمی به همین نام خوانده شده‌است.